# Süderhastedt
Süderhastedt ist eine Gemeinde im Kreis Dithmarschen in Schleswig-Holstein. Der Ort liegt auf der Heide-Itzehoer Geest. Im Gemeindegebiet liegen Neuhof, Kleinrade und Kleinhastedt.

## Geschichte
Bei der Reichstagswahl März 1933 stimmten im Kirchspiel Süderhastedt 77,7 % für die NSDAP, 5,6 % für die DNVP, 10,1 % für die SPD und 4,8 % für die KPD bei einer Wahlbeteiligung von 88,0 %.
Am 1. Dezember 1934 wurde die Kirchspielslandgemeinde Süderhastedt aufgelöst. Alle ihre Dorfschaften, Dorfgemeinden und Bauerschaften wurden zu selbständigen Gemeinden/Landgemeinden, so auch ihr Hauptort Süderhastedt.

## Eingemeindungen
Am 1. Februar 1966 wurde die Gemeinde Kleinhastedt eingegliedert.

## Politik

### Gemeindevertretung
Bei der Kommunalwahl am 14. Mai 2023 wurden insgesamt elf Sitze vergeben. Von diesen erhielt die CDU sechs Sitze und die Kommunale Wählervereinigung fünf Sitze.

### Wappen

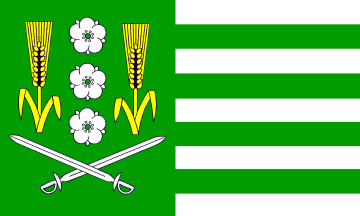
Flagge von Süderhastedt

Blasonierung: „In Grün über zwei gekreuzten, aufrechten silbernen Schwertern drei pfahlweise gestellte silberne (heraldische) Rosen mit grünen Butzen zwischen zwei begrannten Getreideähren.“
Die Rosen im 1991 genehmigten Wappen sind so auf dem Altar der St. Laurentius-Kirche, einer der ältesten des Kreises, abgebildet. Die Schwerter weisen auf die alte Bedeutung des Namens Hastedt (Befestigung) hin, die Weizenähren betonen die Bedeutung der Landwirtschaft für den Ort.

## Bildung
In der Gemeinde gibt es eine einzügige Grundschule, die als Außenstelle der Geestdörfer Grundschule in Burg (Dithmarschen) angegliedert ist.

## Sehenswürdigkeiten
In der Liste der Kulturdenkmale in Süderhastedt stehen die in der Denkmalliste des Landes Schleswig-Holstein eingetragenen Kulturdenkmale.

## Windpark
Bei der Anlieferung der Rotorblätter für eine Turbine in einem nahegelegenen Windpark mussten drei Sondertransporte wegen zweier Verkehrsinseln bis zum Abbau derselben ihre Fahrt unterbrechen.

## Söhne und Töchter der Gemeinde
- Friedrich Hintmann (1858–1941), Lehrer und Mundartschriftsteller